# Melipotis cellaris
Melipotis cellaris är en fjärilsart som beskrevs av Achille Guenée 1852. Melipotis cellaris ingår i släktet Melipotis och familjen nattflyn. Inga underarter finns listade i Catalogue of Life.